# Connie Hedegaard
Connie Hedegaard (Holbæk, 15 ottobre 1960) è una politica danese, Commissario europeo per l'Azione per il Clima nella Commissione Barroso II dal 2010 al 2014.
È un'esponente del Partito Popolare Conservatore e quindi del Partito Popolare Europeo.

## Biografia

### Formazione
Hedegaard è laureata in letteratura e storia.

### Carriera politica
Hedegaard ha fatto parte del Folketing dal 1984 al 1990, costituendone il membro più giovane. Dopo la sua prima esperienza parlamentare, nel 1990 Hedegaard lasciò la politica e cominciò a lavorare come giornalista. Ha lavorato in un quotidiano, come direttore del giornale radio della radio nazionale e conduttrice di un programma di informazione in televisione.

#### Ministro
È stata eletta nuovamente nel Folketing nel 2005. Dal 2004 al 2007 Hedegaard è stata ministro dell'ambiente nel governo di Anders Fogh Rasmussen. Tra il 2005 e il 2007 è stata anche ministro per la cooperazione nordica.
È stata poi dal 2007 al 2009 ministro danese per l'energia e il clima nei governi guidati da Anders Fogh Rasmussen e da Lars Løkke Rasmussen. In quanto tale, Hedegaard ha preparato e ospitato a Copenaghen la Conferenza ONU sui cambiamenti climatici 2009. Grazie al suo impegno, la politica danese per l'energia 2008-2011 è stata la prima nel mondo a puntare a una riduzione complessiva del consumo energetico, non solo delle emissioni di gas serra (-2% entro il 2011, -4% entro il 2020). Gli obiettivi comprendono un forte sviluppo delle energie rinnovabili, tasse più alte per chi emette gas serra, un raddoppiamento dei fondi per la ricerca sulle tecnologie energetiche, sostegno ai veicoli elettrici e ad idrogeno.

#### Commissario europeo
Nominata Commissario europeo per l'Azione per il Clima, Hedegaard ha dichiarato di volere rendere l'Europa la regione del mondo più sostenibile dal punto di vista climatico, promuovendo e rafforzando le politiche europee nel settore e impegnandosi per il raggiungimento di un soddisfacente accordo mondiale sul clima.